# Diamondville (Wyoming)
Diamondville es un pueblo en el condado de Lincoln, Wyoming, Estados Unidos. La población era 716 personas en el censo del 2000

## Geografía
Diamondville está situada en la coordenadas 41°46′31″N 110°32′17″O / 41.77528, -110.53806 Según el United States Census Bureau, la ciudad tiene un área total de 3,4 km ², todos de tierra

## Demografía
Según el censo de 2000, había 716 personas, 304 familias, de las cuales 199 residían en la ciudad. La densidad de población era de 211.0/km ². La composición racial de la ciudad era:
- 96.51% Blancos
- 0.84% Nativos americanos
- 0,70% Asiáticos
- 1.12% de otras razas
- 0,84% De dos o más razas
- 4,61% Hispanos o latinos

Había 304 casas, de las cuales el 28.0% tenían niños menores de 18 años que vivían con ellos, el 53,0% eran parejas casadas que viven juntas, un 8.2% tenían una cabeza de familia femenina sin presencia del marido y otro 34.5% eran no-familias. El 14.1% tenían a alguna persona anciana de 65 años de edad o más.
En la ciudad la composición de la población era con un 26.4% menores de 18 años, el 5,6% de 18 a 24, el 26.5% a partir 25 a 44, el 28.5% de 45 a 64, y el 13.0% tenía más de 65 años de edad o más. La edad media fue de 40 años. Por cada 100 hembras había 94.0 varones. Por cada 100 mujeres mayores de 18 años, había 95,9 hombres.
La renta mediana para una casa en la ciudad era $ 39.333, y la renta mediana para una familia era $ 48.000. Los varones tenían una renta mediana de $ 45.694 contra $ 26.250 para las hembras. El ingreso per cápita para la ciudad era $ 21.696. Cerca de 10.6% de las familias y el 12,5% de la población estaban por debajo de la línea de pobreza, incluyendo 16.1% de los menores de 18 años y 5.0% de esos son mayores de 65 años.